# Exponerad
Exponerad är en svensk drama- och thrillerfilm från 1971 i regi av Gustav Wiklund. I rollerna ses bland andra Christina Lindberg, Heinz Hopf och Björn Adelly. Filmen var Wiklunds debut som regissör.
Filmen spelades in mellan den 8 september och 30 oktober 1970 i Stockholmsområdet. Manusförfattare och fotograf var Tony Forsberg, producenter Ingemar Ejve och Wiklund och kompositörer Berndt Egerbladh och Ralph Lundsten. Filmen klipptes ihop av Ejve och premiärvisades den 23 augusti 1971 på biografer i Hässleholm, Karlshamn, Ronneby och Ängelholm. Den var 92 minuter lång och tillåten från 15 år.

## Handling
Den sjuttonåriga Lena blir lämnad ensam hemma när hennes föräldrar åker på semester. Hon är ambivalent till huruvida hon gillar pojkvännen Jan eller fotografen Helge. Lena lämnar Stockholm och åker till en stuga på landet, dit hon får lift med ett ungt par, Lars och Ulla. Lenas pojkvän Jan dyker så småningom upp i stugan och ett gräl utbryter mellan honom och Lena varpå Lena lämnar huset tillsammans med Lars och Ulla. Hon försonas senare med pojkvännen. Helge tar kontakt med Lena och hotar att visa komprometterande bilder på henne för hennes föräldrar. Det hela avstyrs dock och Lena får bilderna. Jans mor får dock se en av dem och kallar Lena för hora. Lena flyr tillbaka till lägenheten. Hon fortsätter ha sällskap med Jan, men tittaren förstår att hon fortfarande är attraherad av Helge.

## Rollista
- Christina Lindberg – Lena Svensson
- Heinz Hopf – Helge
- Björn Adelly – Jan
- Siv Ericks – Jans mamma
- Janne Carlsson – Lars
- Birgitta Molin – Ulla
- Tor Isedal – partygäst
- Margit Carlqvist – Lenas mamma
- Bert-Åke Varg – Lenas pappa
- Lennart Lindberg – Lenas första lift
- Håkan Ernesto Söderberg – Ullas far
- Håkan Westergren – konservator
- Liliane Malmquist – en av Helges flickor
- Gunilla O. Larsson – dubbar Christina Lindbergs röst

## Mottagande
Filmen fick ett negativt mottagande i pressen. Norra Skånes recensent skrev "Skit blir likhetstecknet för Exponerad som på måndagskvällen hade svensk urpremiär bland annat i Hässleholm." Anmälaren ansåg vidare att huvudrollsinnehavaren Christina Lindberg passade mer som utvikningsflicka än skådespelare.